# Algemene verkiezingen in Cambodja (1946)

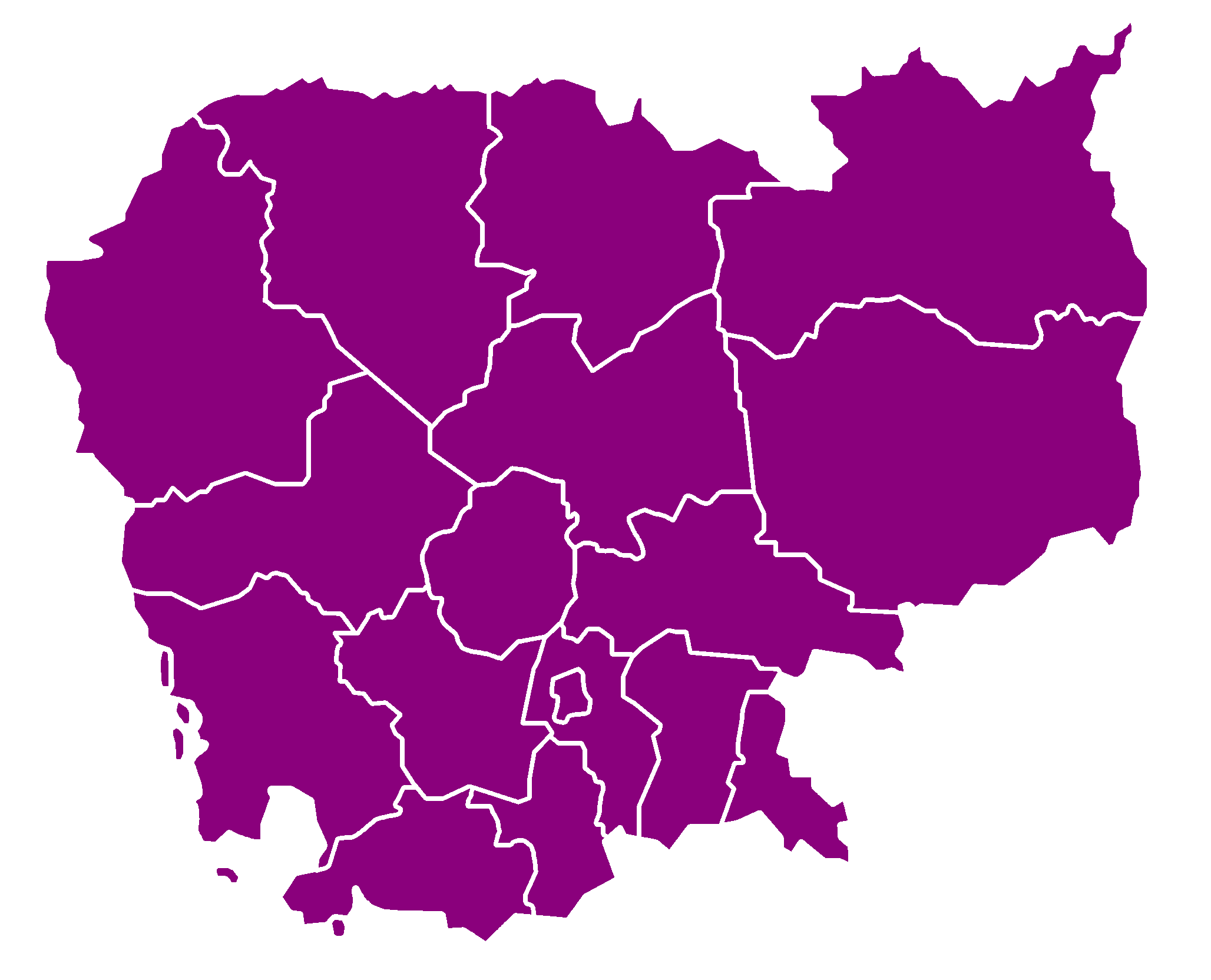
De verkiezingsuitslag in Cambodja (1946). Alle paarsgekleurde districten werden gewonnen door de Parti démocrate

De algemene verkiezingen in het Franse Protectoraat Cambodja van 1946 vonden op 1 september van dat jaar plaats en behelsden de verkiezing van een grondwetgevende vergadering. De verkiezingen werden gewonnen door de progressieve Parti démocrate (PD) van prins Sisowath Youtevong (1913-1947). De PD werd in alle kiesdistricten de grootste partij en verwierf 50 van de 67 zetels in de Grondwetgevende Vergadering (73,5%). De gematigde en monarchistische Parti libéral (PL) van prins Norodom Norindeth (1906-1975) werd de tweede partij met 14 zetels (21,5%). De conservatieve Démocrates progressistes, voorstanders van de status quo en geleid door prins Norodom Montana wist geen zetels te veroveren. Wel werden er nog 3 onafhankelijke kandidaten in de Grondwetgevende Vergadering gekozen. De opkomst lag rond de 60%

## Uitslag
| Partij              | Partij          | Zetels | %      |
| ------------------- | --------------- | ------ | ------ |
|                     | Parti démocrate | 50     | 73,50  |
|                     | Parti libéral   | 14     | 21,50  |
|                     | Partijloos      | 3      | 6,00   |
| Totaal              | Totaal          | 67     | 100,00 |
|                     |                 |        |        |
| Opkomst             | Opkomst         | 60,00  | 60,00  |
| Bron: Nohlen et al. |                 |        |        |